# Derk van Egmond
Derk Jan van Egmond (Hellendoorn, 30 de agosto de 1956) é um ex-ciclista de pista holandês. Competiu na corrida por pontos nos Jogos Olímpicos de Los Angeles 1984, terminando na oitava posição.